# Campo volcánico

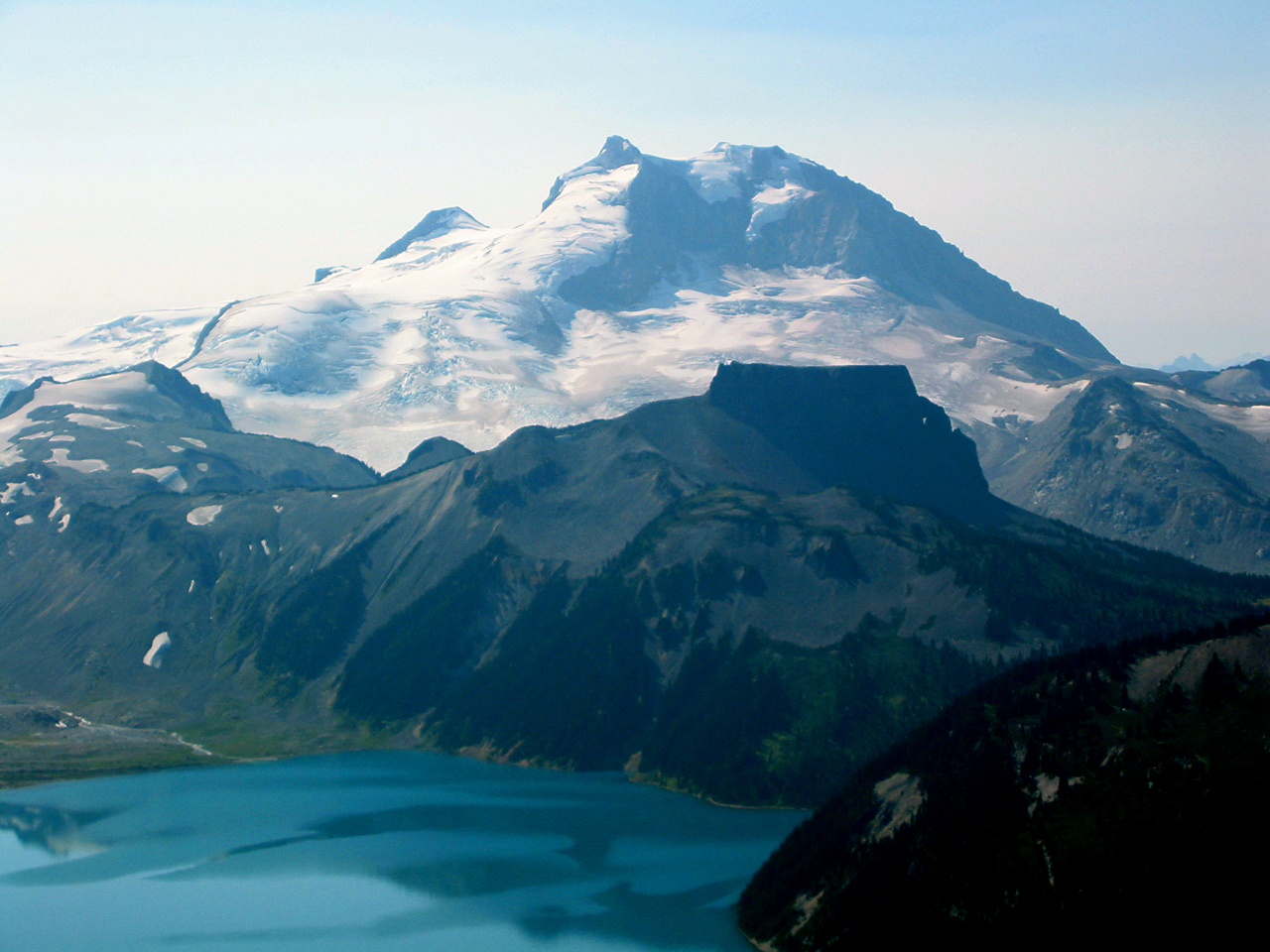
La cara norte del monte Garibaldi se eleva por encima The Table y Garibaldi Lake en el campo volcánico del lago Garibaldi.

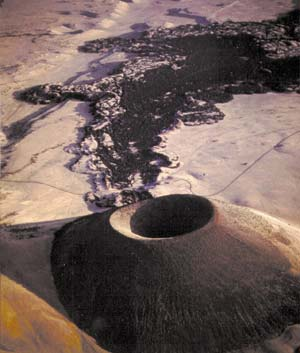
Cráter en el campo volcánico de San Francisco, un cono de ceniza con un flujo de lava basáltico que se extiende unos 6 km.

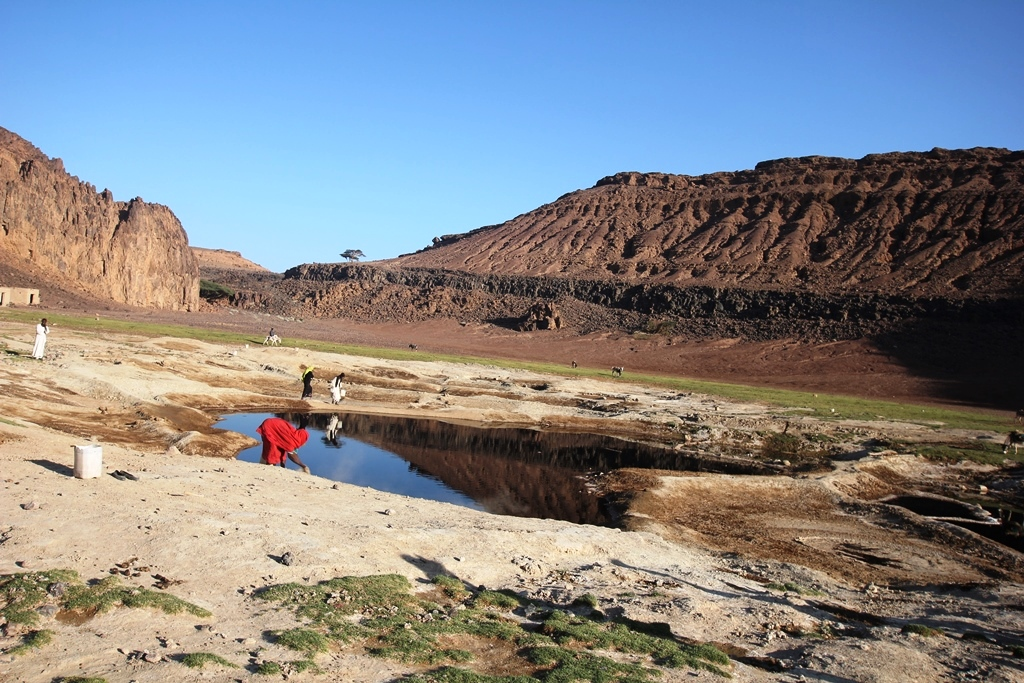
Cráter en el Campo volcánico de Bayuda.

Un campo volcánico es un área de la corteza terrestre que es propensa a tener una actividad volcánica localizada. Por lo general, contienen de 10 a 100 volcanes, en general como conos de ceniza y por lo general aparecen en grupos. En ellos también pueden aparecer los flujos de lava. 
Pueden ser de dos tipos: un campo volcánico monogenético (un solo evento eruptivo) o un campo volcánico poligenético (más de un evento eruptivo).

## Áreas destacadas

### Argentina
- Basalto Cráter, Río Negro y Chubut
- Campo volcánico Pali Aike, Santa Cruz y Región de Magallanes en Chile
- Meseta del lago Buenos Aires, Santa Cruz

### Canadá
- Campo volcánico de Atlin, Columbia Británica
- Campo de lava Desolationd, Columbia Británica
- Campo volcánico del lago Garibaldi, Columbia Británica
- Campo volcánico Tuya, Columbia Británica
- Campo volcánico de Wells Gray-Clearwater, Columbia Británica
- Campo volcánico Wrangell, Territorio del Yukón

### Estados Unidos
- Campo de lava de Boring, Oregón
- Campo volcánico de Clear Lake Volcanic Field, California
- Campo volcánico de Coso Volcanic Field, California
- Indian Heaven, Washington
- Campo volcánico de Marysvale Volcanic Field, Utah
- Campo volcánico de Raton-Clayton, Nuevo México
- Campo volcánico de San Francisco, Arizona
- Campo volcánico de la meseta Taos, condado de Taos, Nuevo México
- Campo volcánico Wrangell, Alaska

### México
- Campo volcánico Michoacán-Guanajuato
- Naolinco (campo volcánico), Miahuatlán, México
- Sierra del Pinacate, Sonora
- Sierra de Ajusco-Chichinauhtzin, Ciudad de México, Estado de México, Morelos
- San Quintin, Baja California, México, Campo Volcánico San Quintín
- Campo volcánico Zitácuaro-Valle de Bravo, Estado de México, Michoacán

### Otros
- Campo volcánico de Aguas Zarcas, Alajuela, Costa Rica
- Campo volcánico de Auckland, Isla del Norte, Nueva Zelanda
- Campo volcánico de Bayuda, Sudán,
- Campo volcánico de Meidob, Sudán
- Grupo Cu-Lao Re, Vietnam
- Haruj, Fezzan, Libia
- Campo volcánico de Andahua y Orcopampa, Perú[1]